# Franz Götting
Franz Götting (* 3. August 1905 in Menden; † 5. Mai 1973 in Wiesbaden) war ein deutscher Bibliothekar.

## Leben
Götting war der Sohn des Kaufmanns Wilhelm Götting und seiner Frau Sophie, geb. Nolte. Er studierte Germanistik, Anglistik, Volkskunde und Philosophie in Münster und Wien, wurde 1930 promoviert und erlangte 1931 das Staatsexamen. 1934 wurde er Volontär an der Bibliothek des Freien Deutschen Hochstifts in Frankfurt a. M. im gleichen Jahr dann Bibliotheksreferendar an der Stadt- und Universitätsbibliothek Frankfurt. Nach der Ausbildung ging er als Wissenschaftlicher Hilfsarbeiter wieder an die Bibliothek des Freien Deutschen Hochstifts, wo er 1938 Bibliothekar wurde.
1945 wechselte Götting als Direktor an die Landesbibliothek Wiesbaden, diese war die einzige nicht zerstörte wissenschaftliche Bibliothek der Rhein-Main-Region und spielte nicht zuletzt dadurch eine wichtige Rolle in der Literaturversorgung durch die vier hessischen Landesbibliotheken. Götting wurde 1970 pensioniert.
Er war verheiratet mit Maria, geb. Falter, und hatte vier Kinder.

## Schriften (Auswahl)
- Der Renner Hugos von Trimberg: Studien zur mittelalterlichen Ethik in nachhöfischer Zeit, Münster in Westf.: Aschendorff 1932 (Forschungen zur deutschen Sprache und Dichtung; 1).
- Dorothea Stock, eine deutsche Malerin um 1800. In: Goethe-Kalender, Bd. 31 (1938), S. 197–260.
- Goethes Grossoheim Johann Michael von Loen. In: Goethe-Kalender, Bd. 32 (1939), S. 175–217.
- Chronik von Goethes Leben [Neubearbeitung], Wiesbaden: Insel-Verlag 1949.
- Johann Heinrich Jung gen. Stilling. In: Nassauische Lebensbilder, Bd. 4, Wiesbaden: Verlag des Vereins für Nassauische Altertumskunde und Geschichtsforschung 1950 (Veröffentlichungen der Historischen Kommission für Nassau; 10,4), S. 75–91.
- Die Bibliothek von Goethes Vater. In: Nassauische Annalen, Bd. 64 (1953), S. 23–69.
- Johann Isaac von Gerning. In: Nassauische Lebensbilder, Bd. 5, Wiesbaden: Verlag des Vereins für Nassauische Altertumskunde und Geschichtsforschung 1955 (Veröffentlichungen der Historischen Kommission für Nassau; 10,5), S. 114–131.
- Die Christusfrage in der Freundschaft zwischen Goethe und Lavater. In: Goethe: neue Folge des Jahrbuchs der Goethe-Gesellschaft, Bd. 19 (1957), S. 28–49.
- zusammen mit Rupprecht Leppla: Geschichte der Nassauischen Landesbibliothek zu Wiesbaden und der mit ihr verbundenen Anstalten 1813–1914: Festschrift zur 150-Jahrfeier der Bibliothek am 12. Oktober 1963, Wiesbaden: Historische Kommission für Nassau 1963 (Veröffentlichungen der Historischen Kommission für Nassau; 15).
- Hg. zusammen mit Bernhard Gajek: Goethes Leben und Werk in Daten und Bildern, Frankfurt a. M.: Insel-Verlag 1966.
- Die Hessische Landesbibliothek Wiesbaden. In: Regionalbibliotheken in der Bundesrepublik Deutschland, Frankfurt a. M.: Klostermann 1971 (Zeitschrift für Bibliothekswesen und Bibliographie, Sonderheft; 11), S. 194–200.